# Nenad Ninković
Nenad Ninković (serb. cyrylica Ненад Нинковић, ur. 16 czerwca 1987 w Belgradzie) – serbski wioślarz.

## Osiągnięcia
- Mistrzostwa Świata Juniorów – Brandenburg 2005 – czwórka ze sternikiem – 6. miejsce[1].
- Mistrzostwa Świata U-23 – Glasgow 2007 – dwójka bez sternika – 15. miejsce[1].
- Mistrzostwa Europy – Poznań 2007 – czwórka bez sternika – 5. miejsce[1].